# Alessia Cara/Auszeichnungen für Musikverkäufe

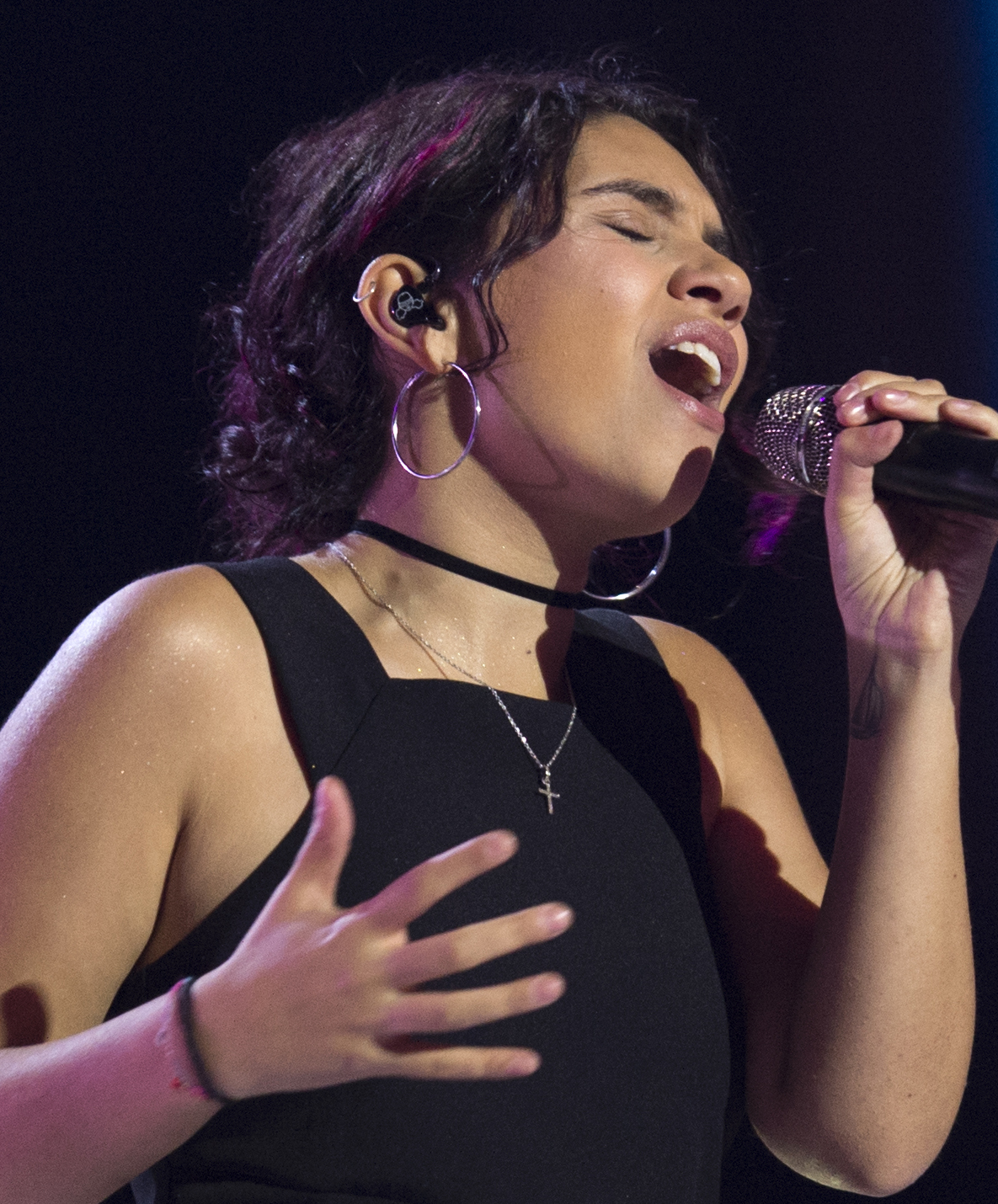
Alessia Cara (2017)

Dies ist eine Übersicht über die Auszeichnungen für Musikverkäufe der kanadischen Pop- und R&B-Sängerin Alessia Cara. Die Auszeichnungen finden sich nach ihrer Art (Gold, Platin usw.), nach Staaten getrennt in chronologischer Reihenfolge, geordnet sowie nach den Tonträgern selbst, ebenfalls in chronologischer Reihenfolge, getrennt nach Medium (Alben, Singles usw.), wieder.

## Auszeichnungen
| - Vereinigtes Königreich - 2022: für die Single Out of Love - Australien - 2019: für das Album Know-It-All - Belgien - 2017: für die Single 1-800-273-8255 - Brasilien - 2017: für das Album Know-It-All - 2023: für die Single Ready - 2023: für die Single Trust My Lonely - 2023: für die Single Growing Pains - 2024: für die Single Another Place - Dänemark - 2022: für die Single Out of Love - 2023: für die Single Wild Things - Deutschland - 2018: für die Single 1-800-273-8255 - 2023: für die Single Here - Frankreich - 2018: für die Single Here - Italien - 2016: für die Single Here - 2016: für die Single Wild Things - Japan - 2018: für die Single Stay - Kanada - 2021: für das Album The Pains of Growing - 2025: für das Lied River of Tears - 2025: für die Single I’m Yours - 2025: für die Single Trust My Lonely - 2025: für das Lied Sweet Dreams - 2025: für die Single Seventeen - 2025: für die Single Ready - Norwegen - 2020: für die Single Here - 2020: für die Single Wild Things - 2020: für die Single Out of Love - Österreich - 2025: für die Single Stay - Polen - 2024: für das Album Know-It-All - 2024: für die Single Here - Portugal - 2022: für die Single Out of Love - 2022: für die Single Here - Singapur - 2019: für das Album Know-It-All - Spanien - 2024: für die Single 1-800-273-8255 - 2024: für die Single How Far I’ll Go - 2025: für die Single Here - Vereinigte Staaten - 2019: für die Single Querer mejor (Latin) - 2020: für die Single Seventeen - 2020: für die Single I’m Yours - 2020: für das Lied River of Tears - 2021: für die Single Growing Pains - Vereinigtes Königreich - 2022: für das Album Know-It-All - 2023: für die Single Wild Things | - Belgien - 2017: für die Single Stay - Brasilien - 2023: für die Single Out of Love - 2023: für die Single Wild Things - 2023: für das Lied I’m Like a Bird - Dänemark - 2017: für die Single Stay - 2018: für die Single How Far I’ll Go - 2019: für das Album Know-It-All - 2024: für die Single Here - Deutschland - 2018: für die Single Stay - Frankreich - 2023: für die Single Scars to Your Beautiful - 2024: für die Single 1-800-273-8255 - Italien - 2018: für die Single 1-800-273-8255 - 2019: für die Single How Far I’ll Go - Japan - 2023: für das Streaming Stay - Kanada - 2024: für die Single Growing Pains - 2025: für die Single Rooting for You - Norwegen - 2020: für das Album Know-It-All - 2020: für die Single Scars to Your Beautiful - Philippinen - 2017: für die Single Stay - Polen - 2021: für die Single 1-800-273-8255 - 2021: für die Single How Far I’ll Go - 2023: für die Single Stay - Portugal - 2017: für die Single Stay - 2018: für die Single 1-800-273-8255 - Schweden - 2016: für die Single Here - 2016: für die Single Wild Things - Spanien - 2017: für die Single Stay - 2024: für die Single Scars to Your Beautiful - Vereinigte Staaten - 2017: für das Album Know-It-All - Vereinigtes Königreich - 2020: für die Single How Far I’ll Go - 2022: für die Single Here - Deutschland - 2023: für die Single Scars to Your Beautiful | - Australien - 2016: für die Single Here - 2019: für die Single Wild Things - Brasilien - 2023: für die Single How Far I’ll Go - 2023: für die Single Here - 2024: für die Single 1-800-273-8255 - Dänemark - 2020: für die Single 1-800-273-8255 - 2022: für die Single Let Me Down Slowly - 2024: für die Single Scars to Your Beautiful - Italien - 2017: für die Single Stay - 2017: für die Single Scars to Your Beautiful - Neuseeland - 2019: für die Single Wild Things - 2022: für die Single Here - 2023: für das Album Know-It-All - Philippinen - 2018: für das Album Know-It-All - Polen - 2021: für die Single Scars to Your Beautiful - Portugal - 2020: für die Single Scars to Your Beautiful - Schweden - 2017: für die Single Stay - Vereinigte Staaten - 2019: für die Single Wild Things - Vereinigtes Königreich - 2023: für die Single 1-800-273-8255 - 2024: für die Single Stay - 2024: für die Single Scars to Your Beautiful - Mexiko - 2019: für die Single Stay - Australien - 2018: für die Single 1-800-273-8255 - 2019: für die Single How Far I’ll Go - Kanada - 2024: für das Album Know-It-All - 2024: für die Single Out of Love - 2025: für die Single How Far I’ll Go - Neuseeland - 2021: für die Single How Far I’ll Go - Norwegen - 2020: für die Single How Far I’ll Go - Schweden - 2017: für die Single Scars to Your Beautiful - 2017: für die Single How Far I’ll Go - Vereinigte Staaten - 2023: für die Single How Far I’ll Go - Neuseeland - 2023: für die Single Scars to Your Beautiful - 2025: für die Single Stay - Australien - 2020: für die Single Scars to Your Beautiful - Kanada - 2018: für die Single 1-800-273-8255 - 2024: für die Single Wild Things - 2024: für die Single Here - Neuseeland - 2025: für die Single 1-800-273-8255 - Vereinigte Staaten - 2022: für die Single Scars to Your Beautiful - 2022: für die Single Stay - 2023: für die Single Here - Australien - 2025: für die Single Stay - Kanada - 2025: für die Single Stay - 2025: für die Single Scars to Your Beautiful - Vereinigte Staaten - 2022: für die Single 1-800-273-8255 - Brasilien - 2023: für die Single Scars to Your Beautiful - 2024: für die Single Stay - Frankreich - 2025: für die Single Stay |

## Auszeichnungen nach Alben

### Know-It-All
| Land/Region                  | Auszeichnungen für Musikverkäufe (Land/Region, Auszeichnung, Verkäufe) | Verkäufe  |
| ---------------------------- | ---------------------------------------------------------------------- | --------- |
| Australien (ARIA)            | Gold                                                                   | 35.000    |
| Brasilien (PMB)              | Gold                                                                   | 20.000    |
| Dänemark (IFPI)              | Platin                                                                 | 20.000    |
| Kanada (MC)                  | 3× Platin                                                              | 240.000   |
| Neuseeland (RMNZ)            | 2× Platin                                                              | 30.000    |
| Norwegen (IFPI)              | Platin                                                                 | 20.000    |
| Philippinen (PARI)           | 2× Platin                                                              | 30.000    |
| Polen (ZPAV)                 | Gold                                                                   | 10.000    |
| Singapur (RIAS)              | Gold                                                                   | 5.000     |
| Vereinigte Staaten (RIAA)    | Platin                                                                 | 1.000.000 |
| Vereinigtes Königreich (BPI) | Gold                                                                   | 100.000   |
| Insgesamt                    | 5× Gold · 10× Platin ·                                                 | 1.510.000 |

### The Pains of Growing
| Land/Region | Auszeichnungen für Musikverkäufe (Land/Region, Auszeichnung, Verkäufe) | Verkäufe |
| ----------- | ---------------------------------------------------------------------- | -------- |
| Kanada (MC) | Gold                                                                   | 40.000   |
| Insgesamt   | 1× Gold ·                                                              | 40.000   |

## Auszeichnungen nach Singles

### Here
| Land/Region                  | Auszeichnungen für Musikverkäufe (Land/Region, Auszeichnung, Verkäufe) | Verkäufe  |
| ---------------------------- | ---------------------------------------------------------------------- | --------- |
| Australien (ARIA)            | 2× Platin                                                              | 140.000   |
| Brasilien (PMB)              | 2× Platin                                                              | 120.000   |
| Dänemark (IFPI)              | Platin                                                                 | 90.000    |
| Deutschland (BVMI)           | Gold                                                                   | 200.000   |
| Frankreich (SNEP)            | Gold                                                                   | 100.000   |
| Kanada (MC)                  | 5× Platin                                                              | 400.000   |
| Neuseeland (RMNZ)            | 2× Platin                                                              | 60.000    |
| Norwegen (IFPI)              | Gold                                                                   | 30.000    |
| Polen (ZPAV)                 | Gold                                                                   | 25.000    |
| Portugal (AFP)               | Gold                                                                   | 5.000     |
| Schweden (IFPI)              | Platin                                                                 | 40.000    |
| Spanien (Promusicae)         | Gold                                                                   | 30.000    |
| Vereinigte Staaten (RIAA)    | 5× Platin                                                              | 5.000.000 |
| Vereinigtes Königreich (BPI) | Platin                                                                 | 600.000   |
| Insgesamt                    | 6× Gold · 19× Platin ·                                                 | 6.840.000 |

### Seventeen
| Land/Region               | Auszeichnungen für Musikverkäufe (Land/Region, Auszeichnung, Verkäufe) | Verkäufe |
| ------------------------- | ---------------------------------------------------------------------- | -------- |
| Kanada (MC)               | Gold                                                                   | 40.000   |
| Vereinigte Staaten (RIAA) | Gold                                                                   | 500.000  |
| Insgesamt                 | 2× Gold ·                                                              | 540.000  |

### I’m Yours
| Land/Region               | Auszeichnungen für Musikverkäufe (Land/Region, Auszeichnung, Verkäufe) | Verkäufe |
| ------------------------- | ---------------------------------------------------------------------- | -------- |
| Kanada (MC)               | Gold                                                                   | 40.000   |
| Vereinigte Staaten (RIAA) | Gold                                                                   | 500.000  |
| Insgesamt                 | 2× Gold ·                                                              | 540.000  |

### Wild Things
| Land/Region                  | Auszeichnungen für Musikverkäufe (Land/Region, Auszeichnung, Verkäufe) | Verkäufe  |
| ---------------------------- | ---------------------------------------------------------------------- | --------- |
| Australien (ARIA)            | 2× Platin                                                              | 140.000   |
| Brasilien (PMB)              | Platin                                                                 | 60.000    |
| Dänemark (IFPI)              | Gold                                                                   | 45.000    |
| Italien (FIMI)               | Gold                                                                   | 25.000    |
| Kanada (MC)                  | 5× Platin                                                              | 400.000   |
| Neuseeland (RMNZ)            | 2× Platin                                                              | 60.000    |
| Norwegen (IFPI)              | Gold                                                                   | 30.000    |
| Schweden (IFPI)              | Platin                                                                 | 40.000    |
| Vereinigte Staaten (RIAA)    | 2× Platin                                                              | 2.000.000 |
| Vereinigtes Königreich (BPI) | Gold                                                                   | 400.000   |
| Insgesamt                    | 4× Gold · 13× Platin ·                                                 | 3.200.000 |

### Scars to Your Beautiful
| Land/Region                  | Auszeichnungen für Musikverkäufe (Land/Region, Auszeichnung, Verkäufe) | Verkäufe  |
| ---------------------------- | ---------------------------------------------------------------------- | --------- |
| Australien (ARIA)            | 5× Platin                                                              | 350.000   |
| Brasilien (PMB)              | Diamant                                                                | 250.000   |
| Dänemark (IFPI)              | 2× Platin                                                              | 180.000   |
| Deutschland (BVMI)           | 3× Gold                                                                | 600.000   |
| Frankreich (SNEP)            | Platin                                                                 | 200.000   |
| Italien (FIMI)               | 2× Platin                                                              | 100.000   |
| Kanada (MC)                  | 8× Platin                                                              | 640.000   |
| Neuseeland (RMNZ)            | 4× Platin                                                              | 120.000   |
| Norwegen (IFPI)              | Platin                                                                 | 60.000    |
| Polen (ZPAV)                 | 2× Platin                                                              | 100.000   |
| Portugal (AFP)               | 2× Platin                                                              | 20.000    |
| Schweden (IFPI)              | 3× Platin                                                              | 120.000   |
| Spanien (Promusicae)         | Platin                                                                 | 60.000    |
| Vereinigte Staaten (RIAA)    | 5× Platin                                                              | 5.000.000 |
| Vereinigtes Königreich (BPI) | 2× Platin                                                              | 1.200.000 |
| Insgesamt                    | 1× Gold · 39× Platin · 1× Diamant ·                                    | 9.000.000 |

### How Far I’ll Go
| Land/Region                  | Auszeichnungen für Musikverkäufe (Land/Region, Auszeichnung, Verkäufe) | Verkäufe  |
| ---------------------------- | ---------------------------------------------------------------------- | --------- |
| Australien (ARIA)            | 3× Platin                                                              | 210.000   |
| Brasilien (PMB)              | 2× Platin                                                              | 120.000   |
| Dänemark (IFPI)              | Platin                                                                 | 90.000    |
| Italien (FIMI)               | Platin                                                                 | 50.000    |
| Kanada (MC)                  | 3× Platin                                                              | 240.000   |
| Neuseeland (RMNZ)            | 3× Platin                                                              | 90.000    |
| Norwegen (IFPI)              | 3× Platin                                                              | 180.000   |
| Polen (ZPAV)                 | Platin                                                                 | 50.000    |
| Schweden (IFPI)              | 3× Platin                                                              | 120.000   |
| Spanien (Promusicae)         | Gold                                                                   | 30.000    |
| Vereinigte Staaten (RIAA)    | 3× Platin                                                              | 3.000.000 |
| Vereinigtes Königreich (BPI) | Platin                                                                 | 600.000   |
| Insgesamt                    | 1× Gold · 24× Platin ·                                                 | 4.780.000 |

### Stay
| Land/Region                  | Auszeichnungen für Musikverkäufe (Land/Region, Auszeichnung, Verkäufe) | Verkäufe  |
| ---------------------------- | ---------------------------------------------------------------------- | --------- |
| Australien (ARIA)            | 7× Platin                                                              | 490.000   |
| Belgien (BRMA)               | Platin                                                                 | 30.000    |
| Brasilien (PMB)              | Diamant                                                                | 160.000   |
| Dänemark (IFPI)              | Platin                                                                 | 90.000    |
| Deutschland (BVMI)           | Platin                                                                 | 400.000   |
| Frankreich (SNEP)            | Diamant                                                                | 333.333   |
| Italien (FIMI)               | 2× Platin                                                              | 100.000   |
| Japan (RIAJ)                 | Gold                                                                   | 100.000   |
| Kanada (MC)                  | 8× Platin                                                              | 640.000   |
| Mexiko (AMPROFON)            | 5× Gold                                                                | 150.000   |
| Neuseeland (RMNZ)            | 4× Platin                                                              | 120.000   |
| Österreich (IFPI)            | Gold                                                                   | 15.000    |
| Philippinen (PARI)           | Platin                                                                 | 15.000    |
| Polen (ZPAV)                 | Platin                                                                 | 50.000    |
| Portugal (AFP)               | Platin                                                                 | 10.000    |
| Schweden (IFPI)              | 2× Platin                                                              | 80.000    |
| Spanien (Promusicae)         | Platin                                                                 | 40.000    |
| Vereinigte Staaten (RIAA)    | 5× Platin                                                              | 5.000.000 |
| Vereinigtes Königreich (BPI) | 2× Platin                                                              | 1.200.000 |
| Insgesamt                    | 3× Gold · 39× Platin · 2× Diamant ·                                    | 9.023.333 |

### 1-800-273-8255
| Land/Region                  | Auszeichnungen für Musikverkäufe (Land/Region, Auszeichnung, Verkäufe) | Verkäufe   |
| ---------------------------- | ---------------------------------------------------------------------- | ---------- |
| Australien (ARIA)            | 3× Platin                                                              | 210.000    |
| Belgien (BRMA)               | Gold                                                                   | 15.000     |
| Brasilien (PMB)              | 2× Platin                                                              | 80.000     |
| Dänemark (IFPI)              | 2× Platin                                                              | 180.000    |
| Deutschland (BVMI)           | Gold                                                                   | 200.000    |
| Frankreich (SNEP)            | Platin                                                                 | 200.000    |
| Italien (FIMI)               | Platin                                                                 | 50.000     |
| Kanada (MC)                  | 5× Platin                                                              | 400.000    |
| Neuseeland (RMNZ)            | 5× Platin                                                              | 150.000    |
| Polen (ZPAV)                 | Platin                                                                 | 50.000     |
| Portugal (AFP)               | Platin                                                                 | 10.000     |
| Spanien (Promusicae)         | Gold                                                                   | 30.000     |
| Vereinigte Staaten (RIAA)    | 8× Platin                                                              | 8.000.000  |
| Vereinigtes Königreich (BPI) | 2× Platin                                                              | 1.200.000  |
| Insgesamt                    | 3× Gold · 31× Platin ·                                                 | 10.775.000 |

### Growing Pains
| Land/Region               | Auszeichnungen für Musikverkäufe (Land/Region, Auszeichnung, Verkäufe) | Verkäufe |
| ------------------------- | ---------------------------------------------------------------------- | -------- |
| Brasilien (PMB)           | Gold                                                                   | 20.000   |
| Kanada (MC)               | Platin                                                                 | 80.000   |
| Vereinigte Staaten (RIAA) | Gold                                                                   | 500.000  |
| Insgesamt                 | 2× Gold · 1× Platin ·                                                  | 600.000  |

### Trust My Lonely
| Land/Region     | Auszeichnungen für Musikverkäufe (Land/Region, Auszeichnung, Verkäufe) | Verkäufe |
| --------------- | ---------------------------------------------------------------------- | -------- |
| Brasilien (PMB) | Gold                                                                   | 20.000   |
| Kanada (MC)     | Gold                                                                   | 40.000   |
| Insgesamt       | 2× Gold ·                                                              | 60.000   |

### Let Me Down Slowly
| Land/Region     | Auszeichnungen für Musikverkäufe (Land/Region, Auszeichnung, Verkäufe) | Verkäufe |
| --------------- | ---------------------------------------------------------------------- | -------- |
| Dänemark (IFPI) | 2× Platin                                                              | 180.000  |
| Insgesamt       | 2× Platin ·                                                            | 180.000  |

### Out of Love
| Land/Region                  | Auszeichnungen für Musikverkäufe (Land/Region, Auszeichnung, Verkäufe) | Verkäufe |
| ---------------------------- | ---------------------------------------------------------------------- | -------- |
| Brasilien (PMB)              | Platin                                                                 | 40.000   |
| Dänemark (IFPI)              | Gold                                                                   | 45.000   |
| Kanada (MC)                  | 3× Platin                                                              | 240.000  |
| Norwegen (IFPI)              | Gold                                                                   | 30.000   |
| Portugal (AFP)               | Gold                                                                   | 5.000    |
| Vereinigtes Königreich (BPI) | Silber                                                                 | 200.000  |
| Insgesamt                    | 1× Silber · 3× Gold · 4× Platin ·                                      | 560.000  |

### Querer mejor
| Land/Region               | Auszeichnungen für Musikverkäufe (Land/Region, Auszeichnung, Verkäufe) | Verkäufe |
| ------------------------- | ---------------------------------------------------------------------- | -------- |
| Vereinigte Staaten (RIAA) | Gold                                                                   | 30.000   |
| Insgesamt                 | 1× Gold ·                                                              | 30.000   |

### Ready
| Land/Region     | Auszeichnungen für Musikverkäufe (Land/Region, Auszeichnung, Verkäufe) | Verkäufe |
| --------------- | ---------------------------------------------------------------------- | -------- |
| Brasilien (PMB) | Gold                                                                   | 20.000   |
| Kanada (MC)     | Gold                                                                   | 40.000   |
| Insgesamt       | 2× Gold ·                                                              | 60.000   |

### Rooting for You
| Land/Region | Auszeichnungen für Musikverkäufe (Land/Region, Auszeichnung, Verkäufe) | Verkäufe |
| ----------- | ---------------------------------------------------------------------- | -------- |
| Kanada (MC) | Platin                                                                 | 80.000   |
| Insgesamt   | 1× Platin ·                                                            | 80.000   |

### Another Place
| Land/Region     | Auszeichnungen für Musikverkäufe (Land/Region, Auszeichnung, Verkäufe) | Verkäufe |
| --------------- | ---------------------------------------------------------------------- | -------- |
| Brasilien (PMB) | Gold                                                                   | 20.000   |
| Insgesamt       | 1× Gold ·                                                              | 20.000   |

## Auszeichnungen nach Liedern

### River of Tears
| Land/Region               | Auszeichnungen für Musikverkäufe (Land/Region, Auszeichnung, Verkäufe) | Verkäufe |
| ------------------------- | ---------------------------------------------------------------------- | -------- |
| Kanada (MC)               | Gold                                                                   | 40.000   |
| Vereinigte Staaten (RIAA) | Gold                                                                   | 500.000  |
| Insgesamt                 | 2× Gold ·                                                              | 540.000  |

### I’m Like a Bird
| Land/Region     | Auszeichnungen für Musikverkäufe (Land/Region, Auszeichnung, Verkäufe) | Verkäufe |
| --------------- | ---------------------------------------------------------------------- | -------- |
| Brasilien (PMB) | Platin                                                                 | 40.000   |
| Insgesamt       | 1× Platin ·                                                            | 40.000   |

### Sweet Dreams
| Land/Region | Auszeichnungen für Musikverkäufe (Land/Region, Auszeichnung, Verkäufe) | Verkäufe |
| ----------- | ---------------------------------------------------------------------- | -------- |
| Kanada (MC) | Gold                                                                   | 40.000   |
| Insgesamt   | 1× Gold ·                                                              | 40.000   |

## Auszeichnungen nach Musikstreaming

### Stay
| Land/Region  | Auszeichnungen für Musikverkäufe (Land/Region, Auszeichnung, Verkäufe) | Verkäufe    |
| ------------ | ---------------------------------------------------------------------- | ----------- |
| Japan (RIAJ) | Platin                                                                 | 100.000.000 |
| Insgesamt    | 1× Platin ·                                                            | 100.000.000 |

## Statistik und Quellen
| Land/RegionAuszeichnungen für Musikverkäufe (Land/Region, Auszeichnungen, Verkäufe, Quellen) | Silber  | Gold       | Platin         | Diamant     | Verkäufe   | Quellen              |
| -------------------------------------------------------------------------------------------- | ------- | ---------- | -------------- | ----------- | ---------- | -------------------- |
| Australien (ARIA)                                                                            | —       | Gold1      | 22× Platin22   | —           | 1.575.000  | aria.com.au          |
| Belgien (BRMA)                                                                               | —       | Gold1      | Platin1        | —           | 45.000     | ultratop.be          |
| Brasilien (PMB)                                                                              | —       | 5× Gold5   | 9× Platin9     | 2× Diamant2 | 970.000    | pro-musicabr.org.br  |
| Dänemark (IFPI)                                                                              | —       | 2× Gold2   | 10× Platin10   | —           | 920.000    | ifpi.dk              |
| Deutschland (BVMI)                                                                           | —       | 3× Gold3   | 2× Platin2     | —           | 1.400.000  | musikindustrie.de    |
| Frankreich (SNEP)                                                                            | —       | Gold1      | 2× Platin2     | Diamant1    | 833.333    | snepmusique.com      |
| Italien (FIMI)                                                                               | —       | 2× Gold2   | 6× Platin6     | —           | 350.000    | fimi.it              |
| Japan (RIAJ)                                                                                 | —       | Gold1      | Platin1        | —           | 100.000    | riaj.or.jp JP2       |
| Kanada (MC)                                                                                  | —       | 7× Gold7   | 42× Platin42   | —           | 3.640.000  | musiccanada.com      |
| Mexiko (AMPROFON)                                                                            | —       | Gold1      | 2× Platin2     | —           | 150.000    | amprofon.com.mx      |
| Neuseeland (RMNZ)                                                                            | —       | —          | 21× Platin21   | —           | 615.000    | radioscope.co.nz NZ2 |
| Norwegen (IFPI)                                                                              | —       | 3× Gold3   | 5× Platin5     | —           | 350.000    | ifpi.no              |
| Österreich (IFPI)                                                                            | —       | Gold1      | —              | —           | 15.000     | ifpi.at              |
| Philippinen (PARI)                                                                           | —       | —          | 3× Platin3     | —           | 45.000     | Einzelnachweise      |
| Polen (ZPAV)                                                                                 | —       | 2× Gold2   | 5× Platin5     | —           | 285.000    | olis.pl              |
| Portugal (AFP)                                                                               | —       | 2× Gold2   | 4× Platin4     | —           | 50.000     | Einzelnachweise      |
| Schweden (IFPI)                                                                              | —       | —          | 10× Platin10   | —           | 400.000    | sverigetopplistan.se |
| Singapur (RIAS)                                                                              | —       | Gold1      | —              | —           | 5.000      | rias.org.sg          |
| Spanien (Promusicae)                                                                         | —       | 3× Gold3   | 2× Platin2     | —           | 190.000    | elportaldemusica.es  |
| Vereinigte Staaten (RIAA)                                                                    | —       | 5× Gold5   | 29× Platin29   | —           | 31.030.000 | riaa.com             |
| Vereinigtes Königreich (BPI)                                                                 | Silber1 | 2× Gold2   | 8× Platin8     | —           | 5.500.000  | bpi.co.uk            |
| Insgesamt                                                                                    | Silber1 | 43× Gold43 | 184× Platin184 | 3× Diamant3 |            |                      |